# الحجر الأبيض (حلب)
الحجر الأبيض قرية سوريّة تتبع إداريّاً لمحافظة حلب منطقة منبج ناحية مركز منبج، بلغ تعداد سكانها 1,724 نسمة حسب التعداد السكاني لعام 2004.

## الحدود
يحد قرية الحجر الابيض من الجنوب قرية خربة البغال، ومن الشمال قرية أم جلال، ومن الغرب قرية الراطونية، ومن الشرق الجديدة.